# Benedetta Barzini
Benedetta Barzini (* 22. September 1943 in Porto Santo Stefano) ist eine italienische Autorin, Hochschullehrerin, Schauspielerin und Model.
In den 1960er Jahren erlangte sie Bekanntheit als Covermodel der ersten Ausgabe von Vogue Italia und erste Italienerin auf dem Cover der amerikanischen Vogue. Später wandte sie sich dem Marxismus und Feminismus zu, veröffentlichte mehrere Schriften zur Modetheorie und lehrte an verschiedenen Universitäten.

## Leben und Wirken
Barzini wurde 1943 als jüngere von zwei Töchtern des Journalisten und Autors Luigi Barzini Jr. (1908–1984) und dessen erster Ehefrau Giannalisa Gianzana (1903–1981), verwitwete Feltrinelli, geboren. Ihre Mutter, eine Monarchistin, war die Erbin eines der größten Vermögen Italiens. Aus der ersten Ehe ihrer Mutter mit Carlo Feltrinelli stammt ihr Halbbruder, der Verleger und Kommunist Giangiacomo Feltrinelli, aus der zweiten Ehe ihres Vaters der Filmregisseur Andrea Barzini.
Die Ehe ihrer Eltern zerbrach rasch, für Barzini und ihre Schwester Ludina zeigten beide danach weder Interesse noch Zuneigung, wie Barzini später erzählte. 1950 bis 1955 lebte Barzini mit ihrer Mutter und Schwester sowie den angestellten Kindermädchen im New Yorker Navarro Hotel, sie besuchte eine französische Schule. In dieser Zeit erkrankte sie an einer Essstörung. Nach fünf Jahren kehrte sie nach Europa zurück, ihre Jugend verbrachte sie auf Schweizer Privatschulen und in psychiatrischen Kliniken.
Mit 18 begann sie Malerei an der Kunstakademie in Brera zu studieren und arbeitete in einer Kunstgalerie. 1963 wurde sie von der Vogue-Redakteurin Consuelo Crespi in Rom auf der Straße entdeckt und angesprochen. Sie erhielt ihr erstes Angebot für ein Fotoshooting mit Irving Penn von der Chefredakteurin der amerikanischen Vogue-Ausgabe, Diana Vreeland. Obwohl sie nur für zehn Tage nach New York City reisen wollte, blieb sie fünf Jahre. In dieser Zeit war sie oft in Andy Warhols The Factory zu Gast, die Künstler Salvador Dalí und Jasper Johns sowie der Architekt Philip Johnson wurden ihre Freunde. Sie verlobte sich mit dem Schriftsteller Gerard Malanga, der ihr die Werke 3 Poems for Benedetta Barzini (1967) und The Last Benedetta Poems (1969) widmete. Barzini war bis 1969 als Model für Ford Models tätig, wobei sie mit Fotografen wie Richard Avedon, Bert Stern oder Ugo Mulas zusammenarbeitete. Zeitgleich nahm sie Schauspielunterricht im Actors Studio.
1969 kehrte Barzini nach Italien zurück. Bei einem Filmdreh lernte sie den Regisseur Roberto Faenza kennen, das Paar heiratete im selben Jahr. Am Tag der Geburt der gemeinsamen Zwillinge Nini und Giacomo verließ Faenza Barzini. In den folgenden Jahren lehrte Barzini unter anderem Modeanthropologie und feministische Theorie am Polytechnikum Mailand (bis 2008), an der Nuova Accademia di Belle Arti und der Universität Urbino. Sie wandte sich dem Marxismus zu und wurde Mitglied der Kommunistischen Partei sowie der militanten feministischen Gruppe Unione donne italiane. 2017 stand sie als Schauspielerin für Nicola Russos Stück Vecchi per niente in Mailand und Rom auf der Bühne.
Sie nahm weiterhin Engagements als Model an, unter anderem stand sie für John Galliano, Antonio Marras und Daniela Gregis auf dem Laufsteg. Peter Lindbergh fotografierte sie 1999 für Donna Karan. 2021 repräsentierte Barzini die Gucci-Kosmetikserie.
Aus einer späteren Beziehung stammen ihre beiden Kinder Beniamino Barrese und Irene.

## Auszeichnungen
- 2017: Ambrogino d’oro des Stadtrats von Mailand[11]
- 2018: Victoria-Preis[12]

## Werke (Auswahl)

### Schriften
- L'eleganza per me: riflessioni sulla rappresentazione di sè, Zoate di Tribiano 1987.
- Storia di una passione senza corpo, Mailand 1993.
- Discipline della moda: l'etica dell'apparenza, hg. von Bernardo Valli, Benedetta Barzini und Patrizia Calefato, Neapel 2003.
- Emilio Cavallini, Mailand 2010.

### Filme
- 2012: Tutti i santi giorni
- 2019: The Disappearance of My Mother (Storia di B. – La scomparsa di mia madre, Dokumentarfilm von Beniamino Barrese)